# HMS X1
Lo HMS X1 è stato un sommergibile incrociatore della Royal Navy britannica, rimasto in servizio attivo dal 1926 al 1930. Era in gran parte basato sulla incompleta classe tedesca U-173, i cui piani furono ottenuti dall'Ammiragliato britannico, come premio di guerra. I piani furono elaborati dal sesto Direttore delle costruzioni navali, responsabile della maggior parte delle classi di sottomarini della Royal Navy durante la Grande Guerra, Sir Arthur W. Johns (1873-1937). Il Trattato navale di Washington del 1922 , di cui la Gran Bretagna era firmataria, non vietava i sottomarini ma ne vietava l'uso contro le navi mercantili, che era lo scopo non riconosciuto dell'utilizzo dello X1; il suo armamento era stato progettato per ingaggiare con successo le classi di navi che che probabilmente avrebbero scortato convogli, come cacciatorpediniere e fregate.

## Storia
Dopo la fine della prima guerra mondiale, lo straordinario successo ottenuto dai sommergibili tedeschi nel corso del conflitto influenzò lo sviluppo dei nuovi battelli in tutte le principali marine. In particolare gli incrociatori sommergibili, dotati di un potenze armamento di artiglieria, potevano operare per lunghi periodi lontani dalle basi, avevano buona tenuta in mare, elevata autonomia di superficie,  buona abitabilità interna, un impianto radio di lunga ricezione ed un potente armamento d'artiglieria e tubi lanciasiluri.  L’armamento costituito da cannoni di grosso calibro gli consentiva di risparmiare i costosi siluri per i bersagli più importanti, aumentando così la quantità di munizioni che potevano essere stivate a bordo per una missione di lungo periodo.
Nel corso degli anni Venti del XX secolo la Gran Bretagna decise di costruire incrociatori sommergibili, e nonostante la scarsità di risorse finanziarie l'Ammiragliato autorizzò nel 1921 la costruzione di un incrociatore sommergibile destinato ad operare contro il traffico mercantile. Nel 1924 l’Ammiragliato presentò un programma di costruzioni navali valido per i successivi 10 anni, il quale comprendeva 12 incrociatori sommergibili. In quel periodo i potenziali nemici erano considerati dalla Gran Bretagna la Francia in Europa e il Giappone in Estremo Oriente. Già l'anno dopo la Gran Bretagna decise che la costruzione di grandi incrociatori sommergibili non erano più necessaria. Nel 1927 l’Ammiragliato stabilì che la costruzione di ulteriori incrociatori sommergibili doveva essere rimandata sine die.
Il primo incrociatore sommergibile della Royal Navy, lo HMS X1, fu impostato presso i Chatham Dockyard il 2 novembre 1921, varato il 16 aprile 1923, ed entrò in servizio il 23 settembre 1925. L'unità aveva un dislocamento di 2.780 tonnellate in superficie e 3.600 in immersione, era lunga 119,79 m, larga 9,9 m e pescava 4,8 m. Lo scafo pressurizzato, spesso 25 mm, aveva un diametro di 6 m al centro nave ed era suddiviso in 10 compartimenti stagni.  Esso era quasi completamente circondato dallo scafo esterno, che conteneva anche i serbatoi di zavorra principali e la maggior parte del carburante. La profondità massima di immersione prevista era di 150 m (500 piedi), ma una volta che lo X1 entrò in servizio fu ridotta a 110 m (350 piedi ).
I motori principali erano due motori diesel Admiralty a 8 cilindri eroganti una potenza totale di 3.000 bhp (2.200 kW). Per la carica delle batterie vi erano due motori diesel MAN ausiliari da 1.200 cavalli (890 kW) prelevati dal sottomarino tedesco U-126. La propulsione in immersione era fornita da due motori elettrici GEC da 1.000 cavalli (750 kW) ciascuno. La potenza massima raggiunta durante una prova a piena potenza nel marzo 1926 fu di 7.135 bhp (5.321 kW). Lo X1 disponeva di tre gruppi di batterie al piombo, ciascuno con 110 celle per un peso totale di 70 tonnellate lunghe (71 t). La velocità massima prevista era di 19,5 nodi (36,1 km/h; 22,4 mph) in superficie, e 9 nodi in immersione. L'autonomia in superficie era di 18.700 km (34.600 km; 21.500 mi) a 8 nodi (15 km / h; 9,2 mph), mentre in immersione era di 50 miglia a 4 nodi.  Il tempo medio di immersione dell'X1 a profondità di periscopio era di 2 minuti e 20 secondi. La sua manovrabilità in immersione era considerata superiore a quella degli altri sottomarini dell'epoca.
L'armamento principale dello X1 era composto da quattro cannoni Vickers Armstrong Elswick QF da 5,2 pollici Mk I in torrette binate, non corazzate, poste una a prua e una a poppa della torre di comando. La gittata massima dei cannoni da 133 mm,  era di circa 15.800 m (16.000 iarde ).   All'interno della torretta circolare, che disponeva di un leggero scudo anteriore antischegge a protezione dei serventi, e posteriormente era a cielo aperto, vi era una camera di 3,0 m di diametro. Le torrette comprendevano una piattaforma di tipo ovale posizionata sopra corte barbette che comunicavano con il deposito munizioni nello scafo pressurizzato che conteneva 100 colpi per arma.
Gli elevatori delle munizioni si rivelarono problematici e non potevano sostenere la velocità di fuoco prevista di sei colpi al minuto per arma. Siccome i cannoni tendevano ad incepparsi, si dovette ridurre la massima elevazione a 37 gradi per l'impianto di prora e 35,5 gradi per quello di poppa. Per compensare la perdita di dislocamento dovuta allo sparo delle munizioni venivano utilizzate speciali cisterne di zavorra. Per l'utilizzo dei cannoni venivano impiegati 58 uomini. La centrale di tiro si trovava al centro della torre di comando e aveva una sezione superiore che poteva essere sollevata di 2 piedi (0,61 m) durante l'uso. 
La centrale di comando superiore si trovava tra la torre e lo scafo pressurizzato. Appena dietro di essa vi era quella di tiro, con un telemetro da 9 piedi (2,7 m) sul ponte che poteva essere sollevato di 8 piedi (2,4 m). L'armamento secondario era composto da 6 tubi lanciasiluri da 533 mm. Per la loro ricarica, dato lo spazio limitato, ci volavano 24 minuti.

### Carriera operativa
La segretezza che circondava il progetto X1 fu a tutti i livelli, il governo impedì le fughe di notizie sulla sua costruzione, confiscò le foto e mise sotto controllo tutti i giornali.
L'X1 fu immesso in servizio nel dicembre 1925 ed effettuò le prove in mare e i primi collaudi, compreso un test di immersione rapida in cui impiegò 2 minuti e 20 secondi per scomparire sotto le onde, più del previsto.  Lo X1 venne accettato in servizio nell'aprile 1926. Effettuò un viaggio iniziale a Gibilterra sotto il comando del captain Philip Esmonde Phillips, e una volta arrivato emersero problemi all'apparato motore diesel proveniente dal sottomarino tedesco, che non raggiunse mai la potenza prevista di 8.000 shp, neppure per brevi periodi.
Dopo le riparazioni lo X1 fu inviato nel Mar Mediterraneo dove rimase dal 1926 al 1930. I propulsori vennero limitati a una velocità continuativa di 200 giri al minuto e a un massimo di 280 giri per brevi periodi, ma continuarono ad andare in avaria. Nel corso del 1926 la velocità massima continuativa della nave non era superiore ai 16,5 nodi e dopo il 1929 la velocità continuativa operativa scese a 12-13 nodi in superficie. L'albero di trasmissione dell'albero a camme in testa di tribordo si ruppe durante un funzionamento a piena potenza nel gennaio 1928 e fu necessaria una nuova serie di ingranaggi, ma dopo il rimontaggio a Malta l'albero di trasmissione dell'albero a camme di babordo si ruppe nello stesso punto nell'aprile 1928. L'anno successivo ai lavori lo X1 rimase in mare per sole cinque settimane.  Nel 1930 comandante riferì disposizioni interne non molto soddisfacenti a causa del sovraffollamento di macchinari ausiliari, gli alloggi sono angusti, la ventilazione scarsa e la nave e umida, l'organizzazione delle immersioni è buona.
Il 3 febbraio 1931 a causa di una esplosione nel locale motori termici, con conseguente allagamento dello scafo, 12 membri dell’equipaggio rimasero seriamente feriti, e l'unità riportò gravi danni agli impianti di bordo. La Royal Navy decise di non ripararlo e lo mise definitivamente in disarmo prima di essere venduto e demolito a Pembroke il 12 dicembre 1936.

### Annotazioni
1. ↑  Le sezioni di estrema prora e poppa dello scafo resistente avevano uno spessore di 7/8 di pollice
2. ↑  Appositamente sviluppati per lo X1, non furono mai installati su altre unità della Royal Navy.

### Fonti
1. 1 2 3 4  Brown 1982, p. 232.
2. 1 2 3 4 5 6 7 8 9 10  Naval Encyclopedia.
3. ↑  Turrini 2011, p. 29.
4. 1 2  Turrini 2011, p. 30.
5. 1 2 3 4 5 6 7 8 9  Turrini 2011, p. 31.
6. 1 2 3 4  Turrini 2011, p. 32.
7. 1 2  Turrini 2011, p. 33.
8. 1 2  Brown 1982, p. 233.
9. 1 2  Akermann 2002, p. 220.
10. 1 2  Naw Weapons.
11. 1 2  Akermann 2002, p. 218.